# Ponta das Contendas - Ilha Terceira
Ponta das Contendas - Ilha Terceira este o arie protejată (arie de protecție specială avifaunistică — SPA) din Portugalia întinsă pe o suprafață de 91,45 ha, integral pe uscat.

## Localizare
Centrul sitului Ponta das Contendas - Ilha Terceira este situat la coordonatele 38°39′00″N 27°05′00″W / 38.65°N 27.0833°V.

## Înființare
Situl Ponta das Contendas - Ilha Terceira a fost declarat arie de protecție specială avifaunistică în martie 1990 pentru a proteja 3 specii de plante și 6 specii de animale.

## Biodiversitate
Situată în ecoregiunea , aria protejată conține 2 habitate naturale: Vegetație perenă pe țărmurile stâncoase, Faleze cu floră endemică de pe coastele macaroneziene.
La baza desemnării sitului se află mai multe specii protejate:
- plante (3): Erica scoparia subsp. azorica, Myosotis azorica, Spergularia azorica
- păsări (6): Calonectris diomedea, prundăraș de sărătură (Charadrius alexandrinus), Columba palumbus azorica, Numenius phaeopus, Sterna dougallii, chiră de baltă (Sterna hirundo)

Pe lângă speciile protejate, pe teritoriul sitului au mai fost identificate 2 specii de plante, 12 specii de păsări, 1 specie de mamifere.